# Principio di Thomsen-Berthelot
In termochimica il principio di Thomsen-Berthelot è un principio, dimostratosi poi non valido, secondo il quale i cambiamenti chimici sono accompagnati dalla produzione di calore e che tutti i processi che si verificano in natura rilasciano sempre del calore. Al giorno d'oggi è spesso citato solo per interesse storico.

## Storia
Nel 1854 il chimico danese Julius Thomsen formulò un principio basandosi su alcune osservazioni sperimentali. Egli aveva dedotto che la maggior parte delle reazioni che avvenivano in natura rilasciavano una certa quantità di calore e, a torto, sostenne che per poter avvenire, una reazione chimica necessitava sempre di rilasciare calore. Nel 1864 il chimico francese Marcellin Berthelot riprese il concetto e lo riadattò ad alcune esperienze da lui condotte recentemente. Egli postulò che: "in assenza di energia esterna applicata, la reazione chimica esotermica che rilascia il calore di reazione più elevato è favorita rispetto a tutte le altre possibili nelle stesse condizioni a contorno".
Nel corso dell'Ottocento ai chimici non era ancora chiaro quale fosse la driving force delle reazioni chimiche per cui, sulle prime, questo principio rimase valido. Tuttavia numerose prove sperimentali, condotte tra i tanti da Hermann von Helmholtz, rivelarono l'inesattezza dell'ipotesi: alcune reazioni endotermiche (assorbimento di calore), infatti, avvengono spontaneamente. Il merito di questo principio consiste nell'aver acceso dibattiti che durarono almeno tre decenni, fino all'introduzione del concetto di energia libera di Gibbs.